# Brochwel Ysgythrog
Brochwel ap Cyngen (502? – 560?/570?), également orthographié sous le nom de Brochfael ap Cyngen mais plus connu sous le nom de Brochwel Ysgrithrog ou Ysgythrog (Crocs-de-Chien ou Longues-Dents), était un roi de Powys (est du Pays de Galles).
Selon certaines sources, il devrait son surnom soit à des dents particulièrement proéminentes, soit à son caractère agressif.

## Biographie
Il était le second fils de saint Cyngen le Renommé et de sainte Tanglwst. Il épousa Arddun Penasgell, fille du roi Pabo Post Prydein qui lui donna au moins quatre fils dont Cynan Jambes-Blanches, son successeur, et saint Tysilio (abbé de Meifod). On pense que sa cour se situait à Pengwern, sur le site de la ville actuelle de Shrewsbury.
À la mort de son père, le trône alla pendant une vingtaine d'années à la lignée de son frère aîné, Pasgen ap Cyngen, puis le fils de ce dernier, Morgan ap Pasgen. Cependant, Morgan mourut sans héritier vers 550 et Brochwel monta sur le trône de Powys.
Peu de choses ont été retenues du règne de Brochwel en dehors de quelques anecdotes, mais les poètes des générations futures parleront du « pays de Brochwel » pour désigner le Powys.
Brochwel apparaît dans une anecdote qui implique sainte Melangell. Lors d'une partie de chasse où il poursuivait un lièvre, ce dernier se serait réfugié dans l'ermitage de Ste Melangell et caché sous ses jupes. Les chiens n'osèrent pas l'attaquer et Brochwel l'aurait alors demandé en épousailles, mais celle-ci refusa. À la place, Brochwel lui offrit des terres pour bâtir un monastère. Le barde Taliesin aurait également officié pendant un temps à sa cour.
Brochwel mourut vers 560 – 570 et fut probablement enterré à Pentrefoelas, dans le royaume de Gwynedd (une stèle au nom de « Brohomagli » y fut retrouvée). Son fils Cynan Jambes-Blanches lui succéda.
Selon Bède le Vénérable, un certain « Brochmail » aurait participé à la bataille de Chester (à l'époque Caer-Legion) qui eut lieu vers 613, mais il ne s'agit certainement pas de Brochwel car c'était son petit-fils, Selyf « le Serpent de Bataille » qui régnait alors sur le Powys. Certaines chroniques qui l'appellent « Brochfael » sont probablement des erreurs engendrées par le commandant dont parle Bède.